# Площа фонтанів
Площа фонтанів (азерб. Fəvvarələr meydanı) — центральна площа азербайджанської столиці Баку. Поряд з вулицями Нізамі і Азіза Алієва утворює пішохідний квартал.

## Історія
Площа є культурним центром Баку з 1860-х років. Її оточують важливі історичні споруди — «Араз», один з перших в країні кінозалів (1870); старий готель «Гранд»; Музей Азербайджанської літератури імені Нізамі Гянджеві, який працює з кінця XIX століття; добре збережений, але не діючий, вірменський храм Святого Григорія.
У 1980-х роках площа була озеленена та оформлена червоним і білим каменем по проекту ландшафтного архітектора Сейфуллаєва. Крім того, були встановлені фонтани, через які площа отримала свою нинішню назву. Остання реконструкція площі була проведена у 2010 році.

## Галерея

Площа фонтанів
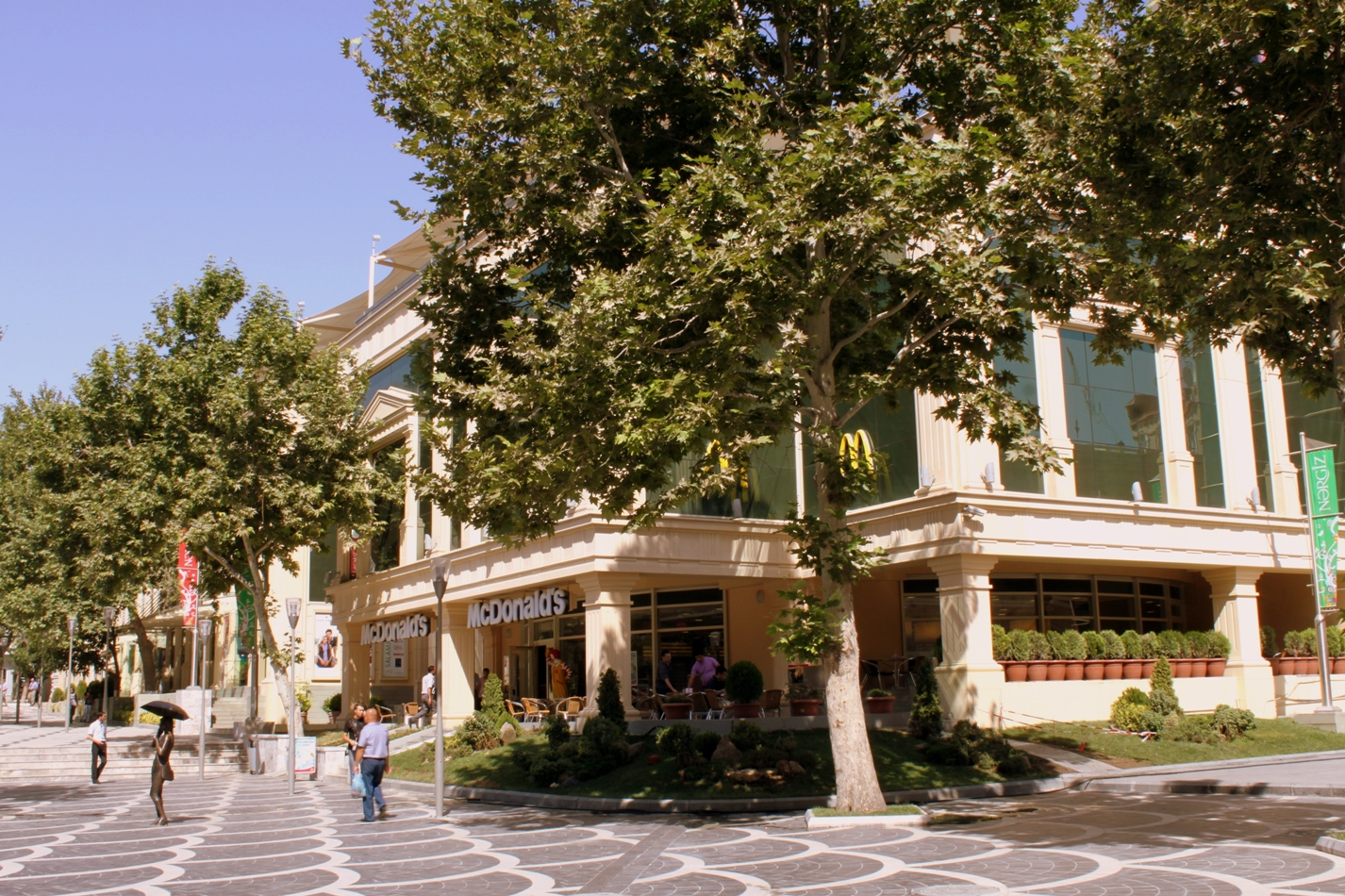
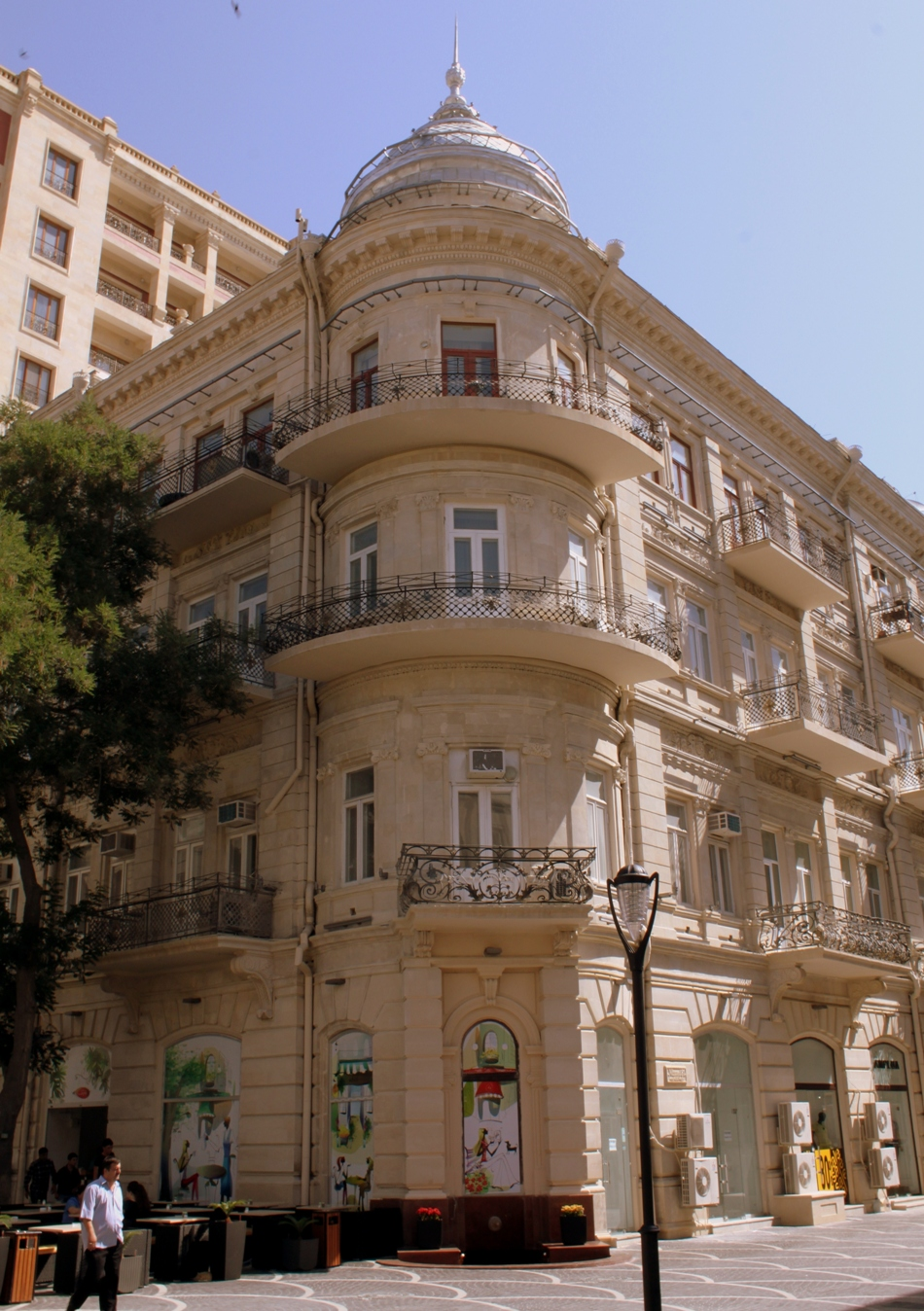
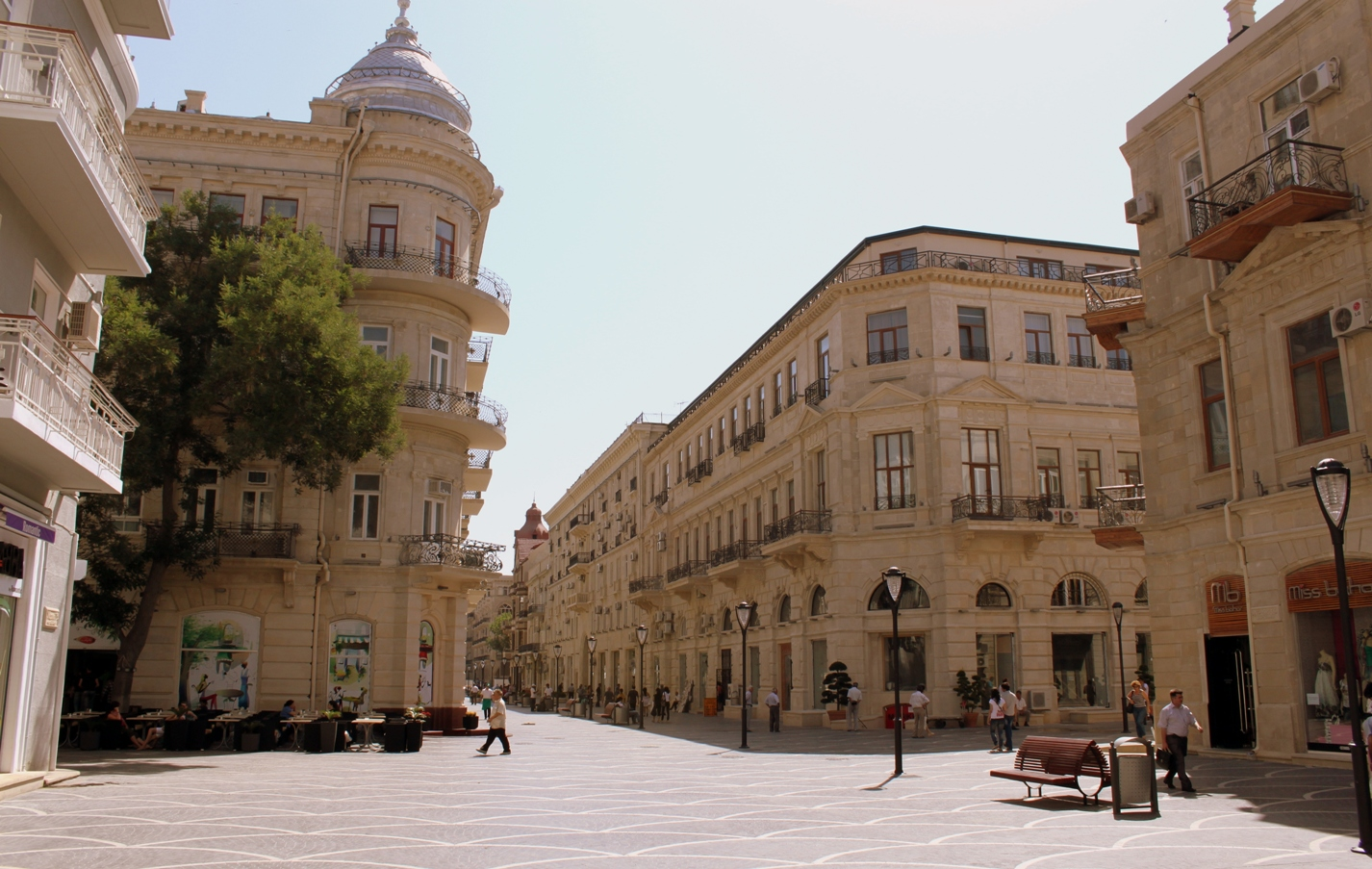
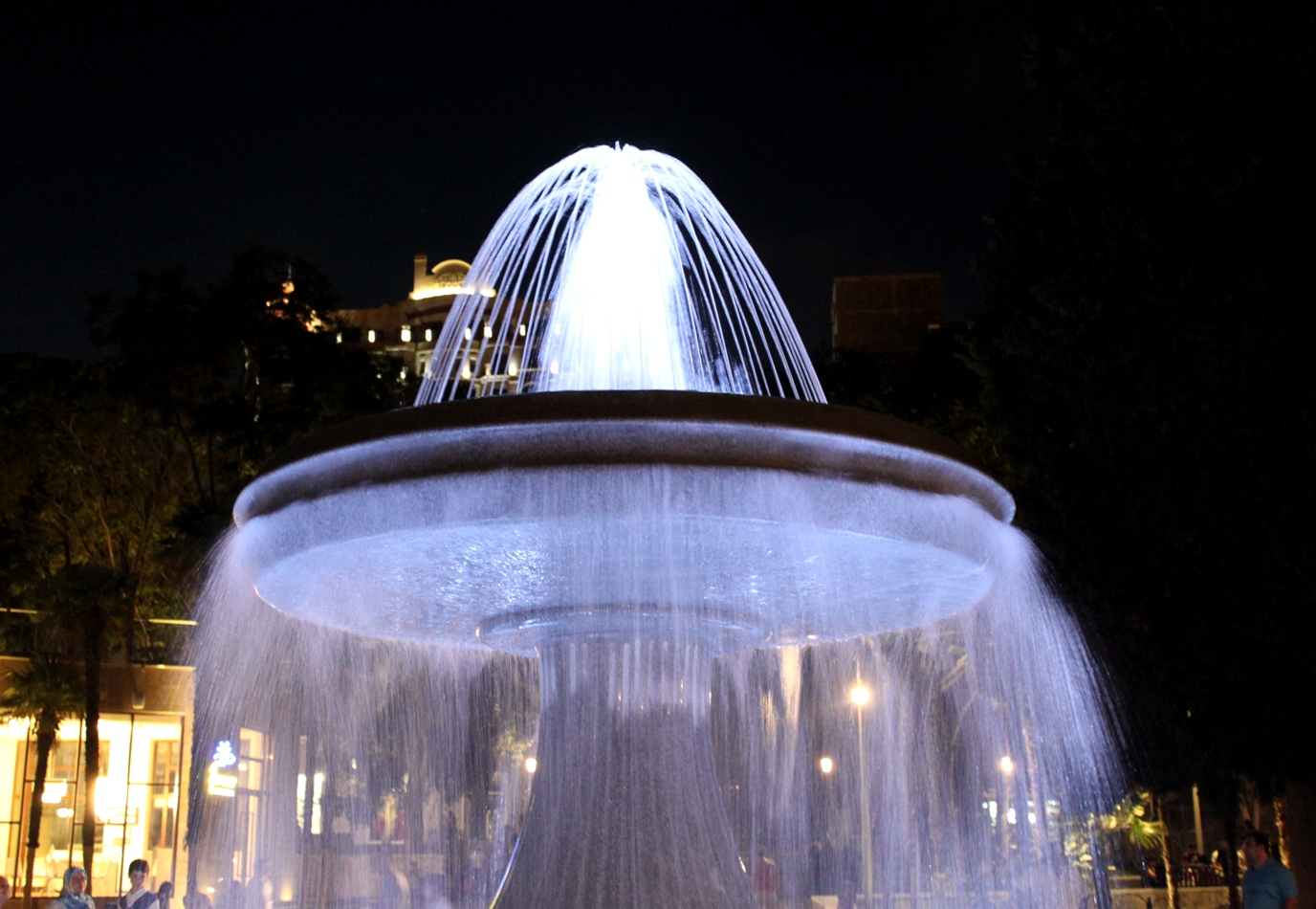
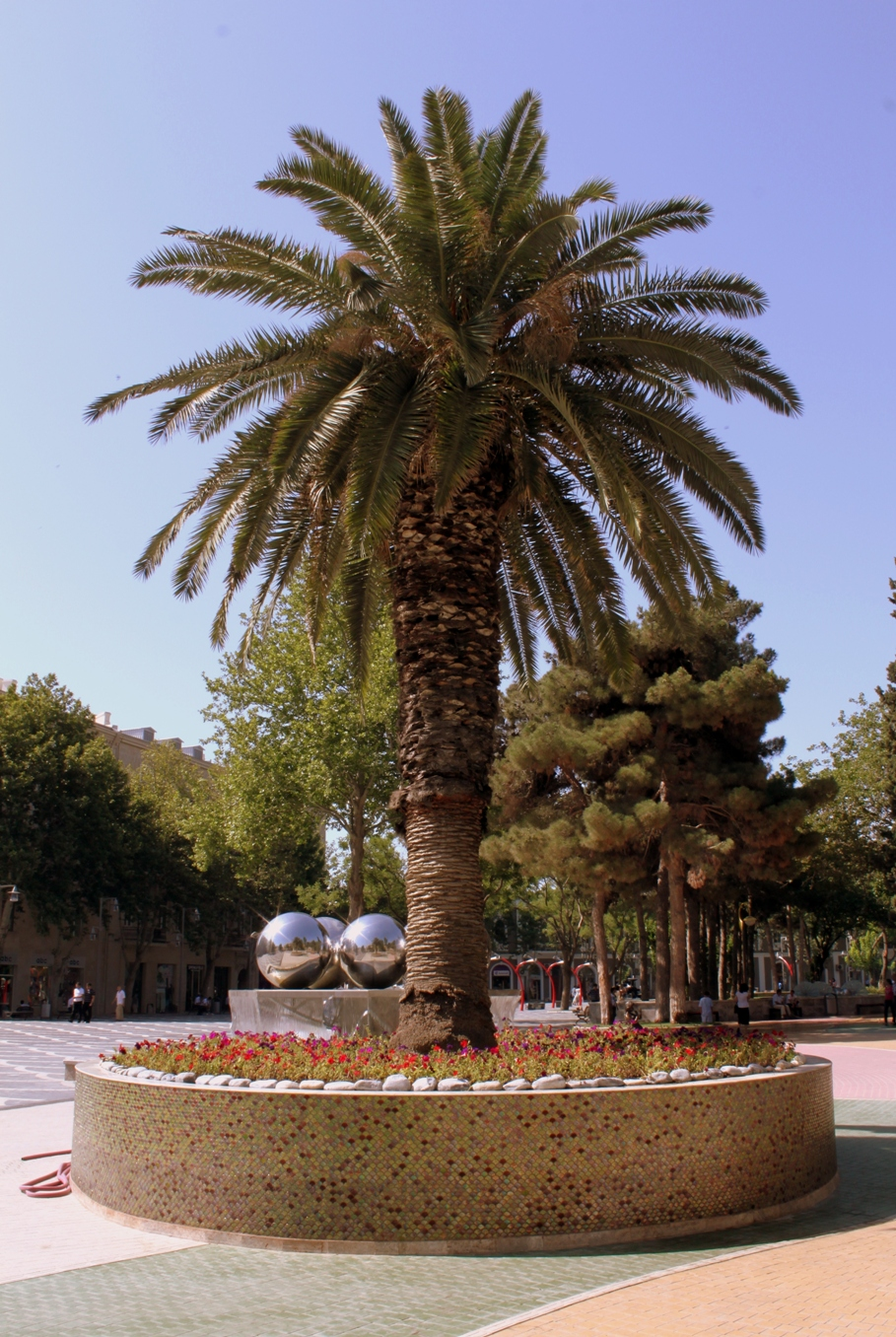
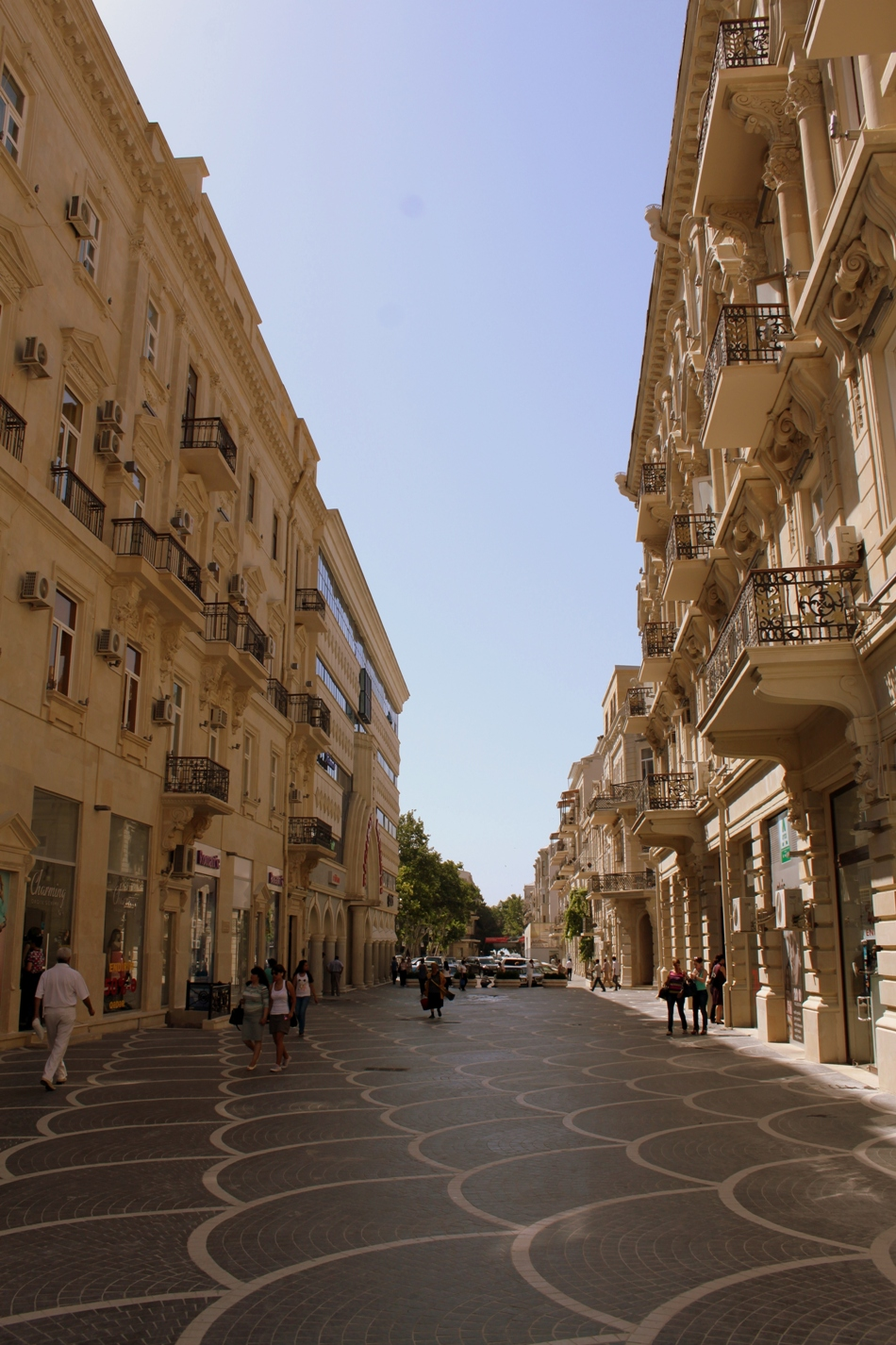
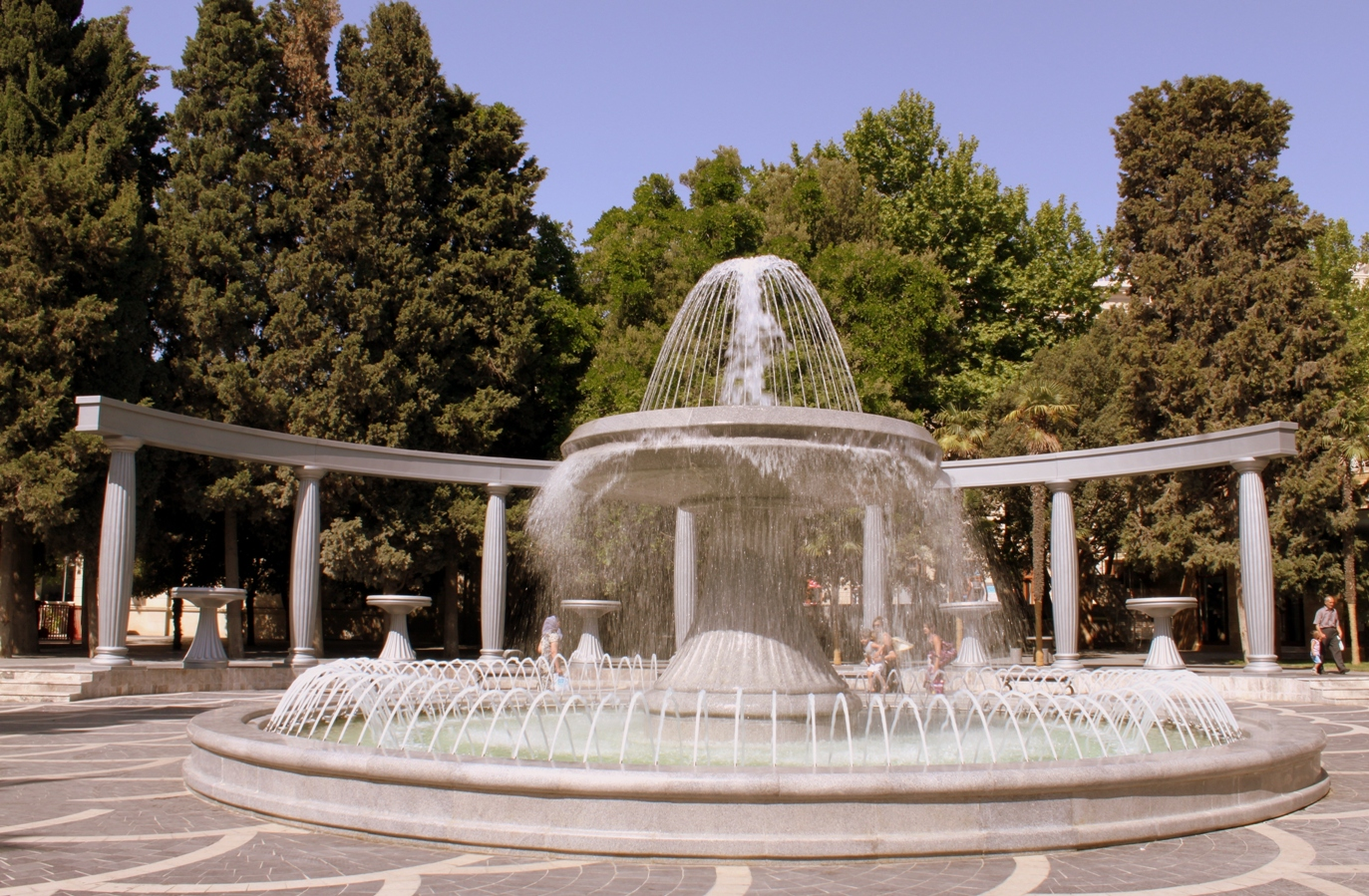
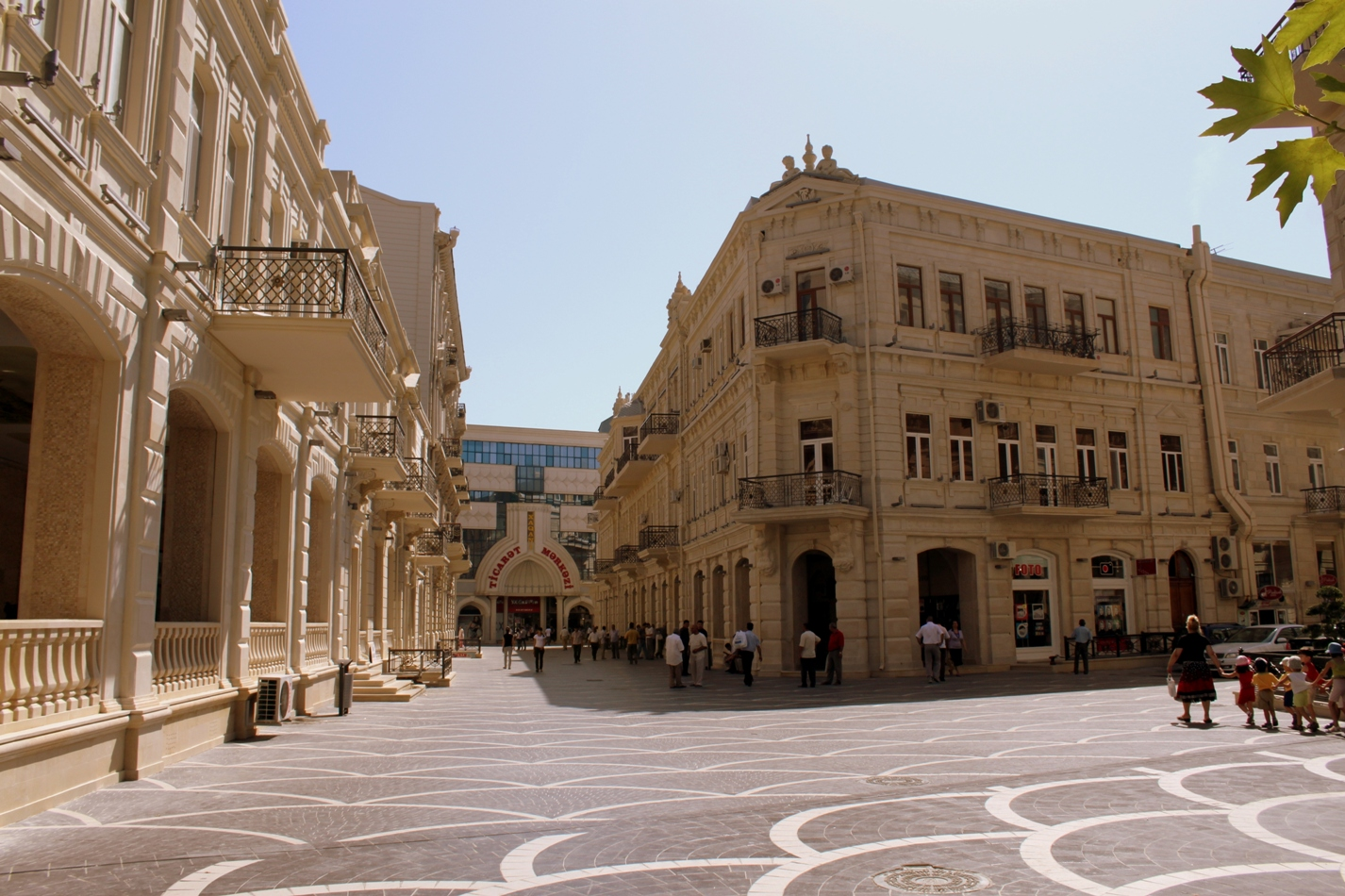
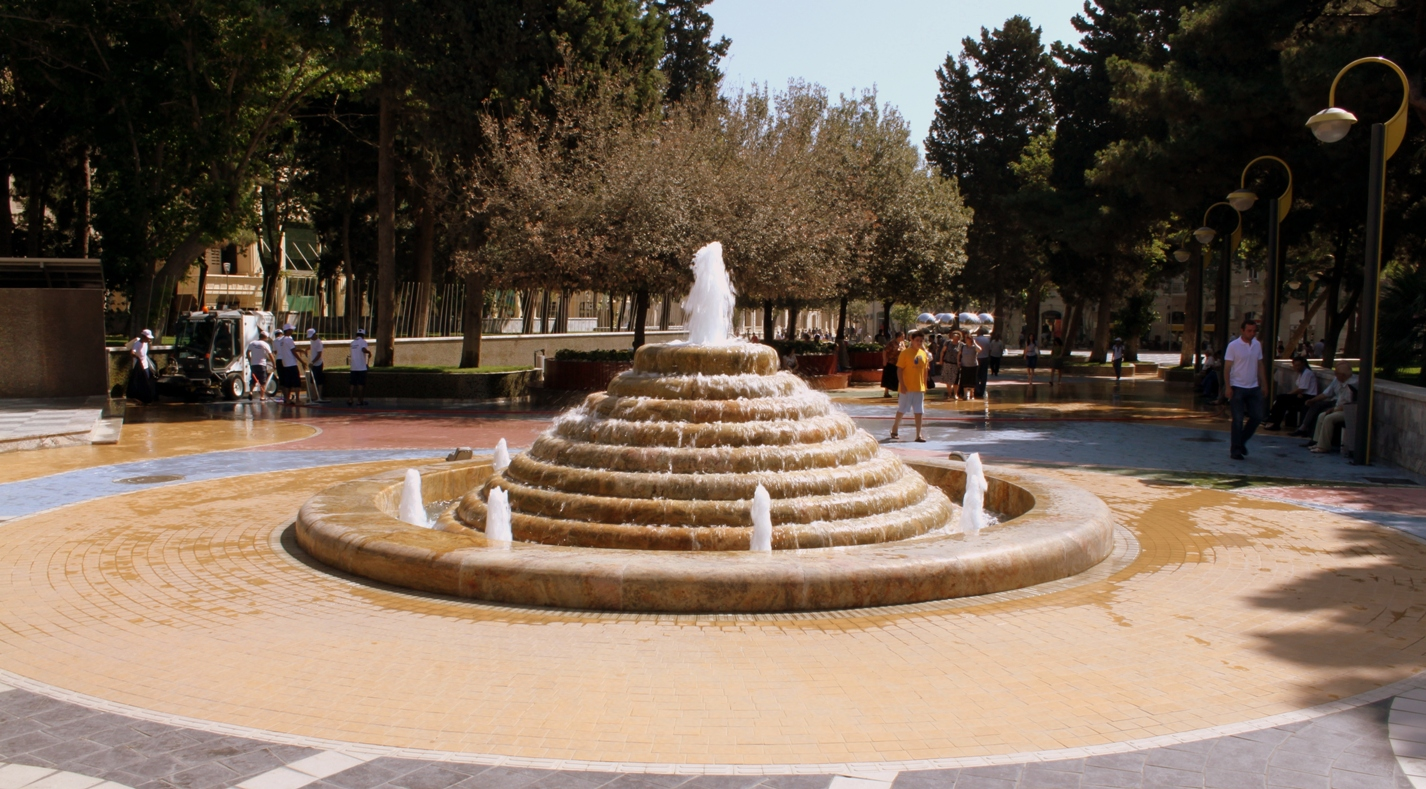
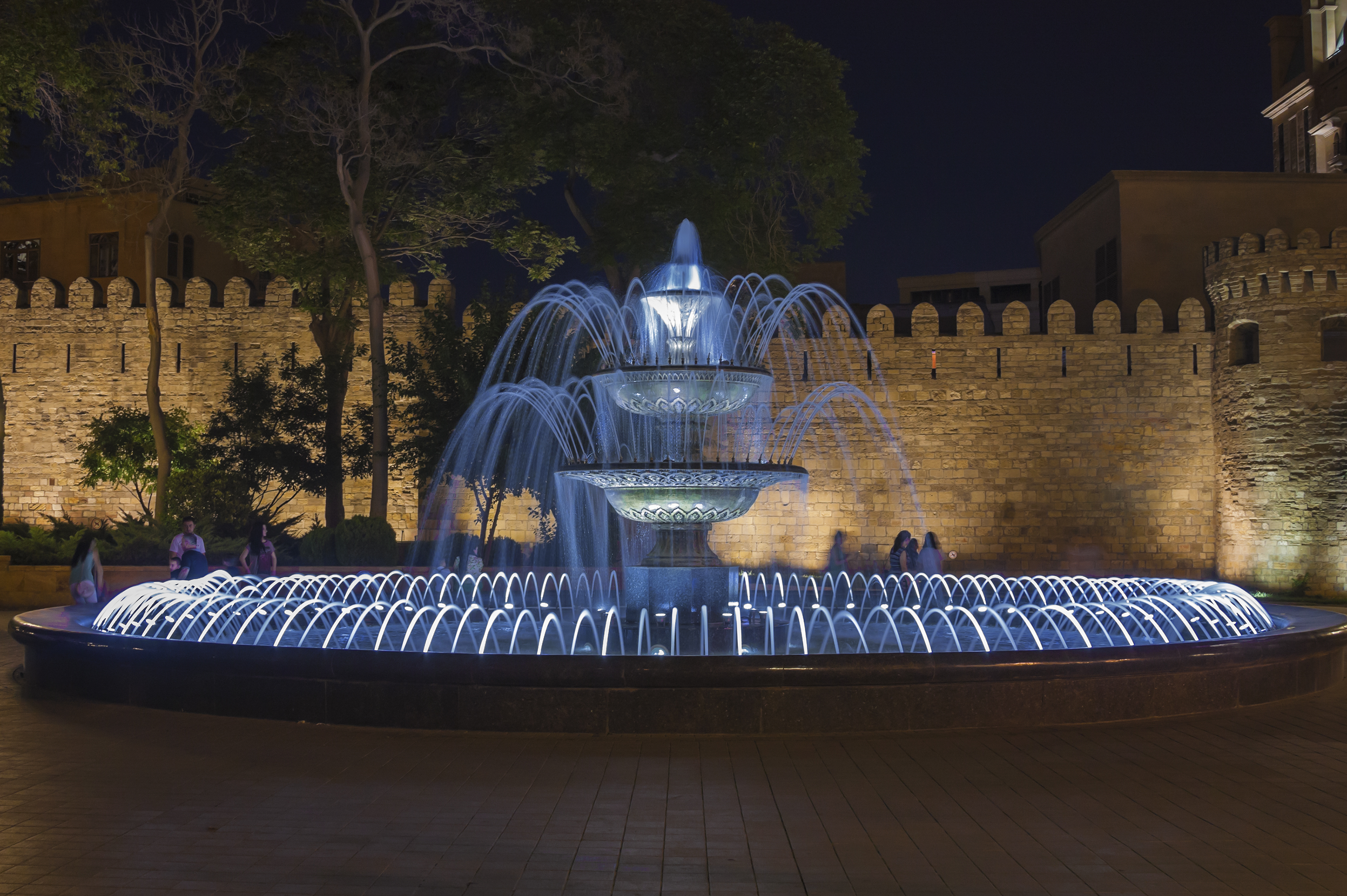
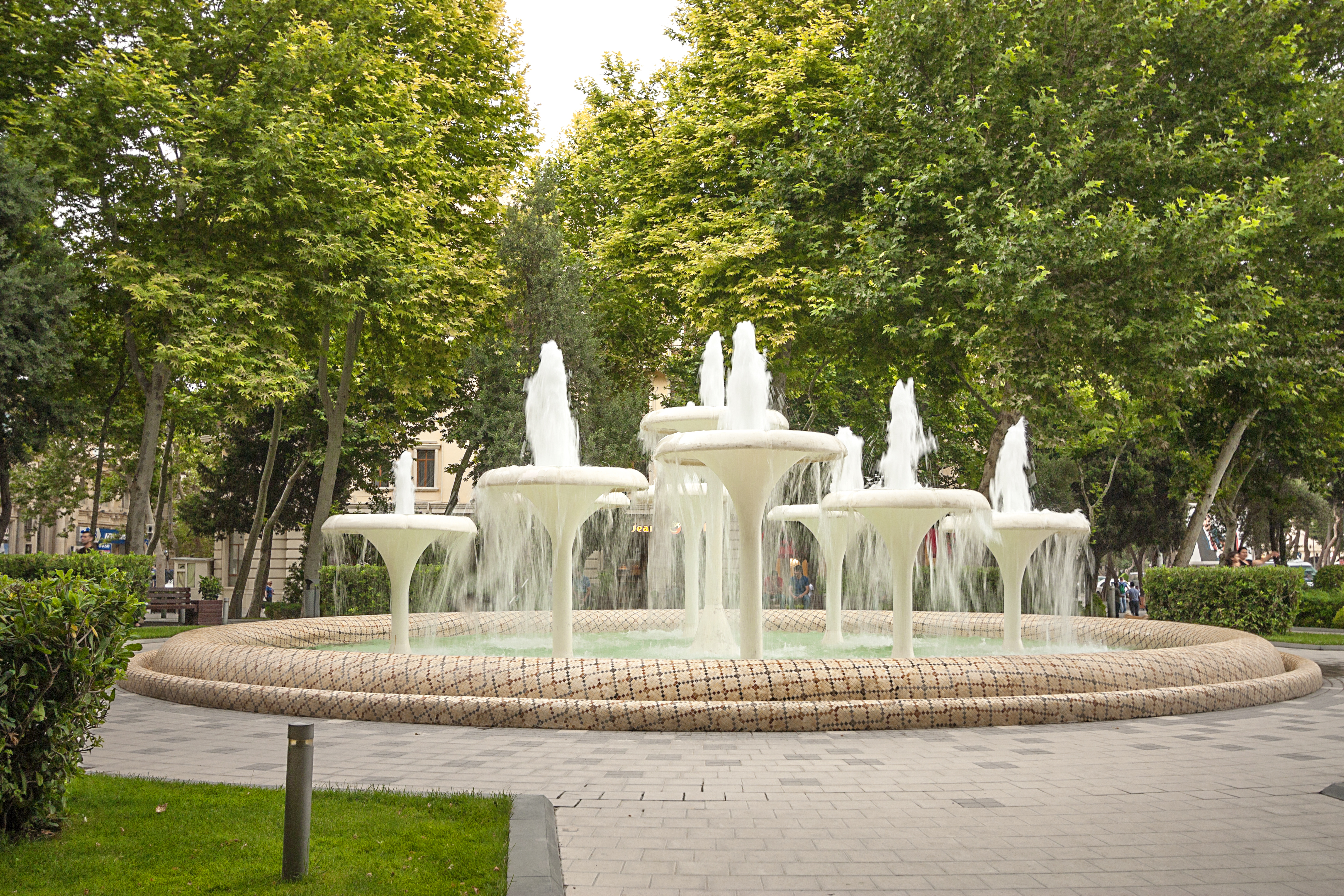
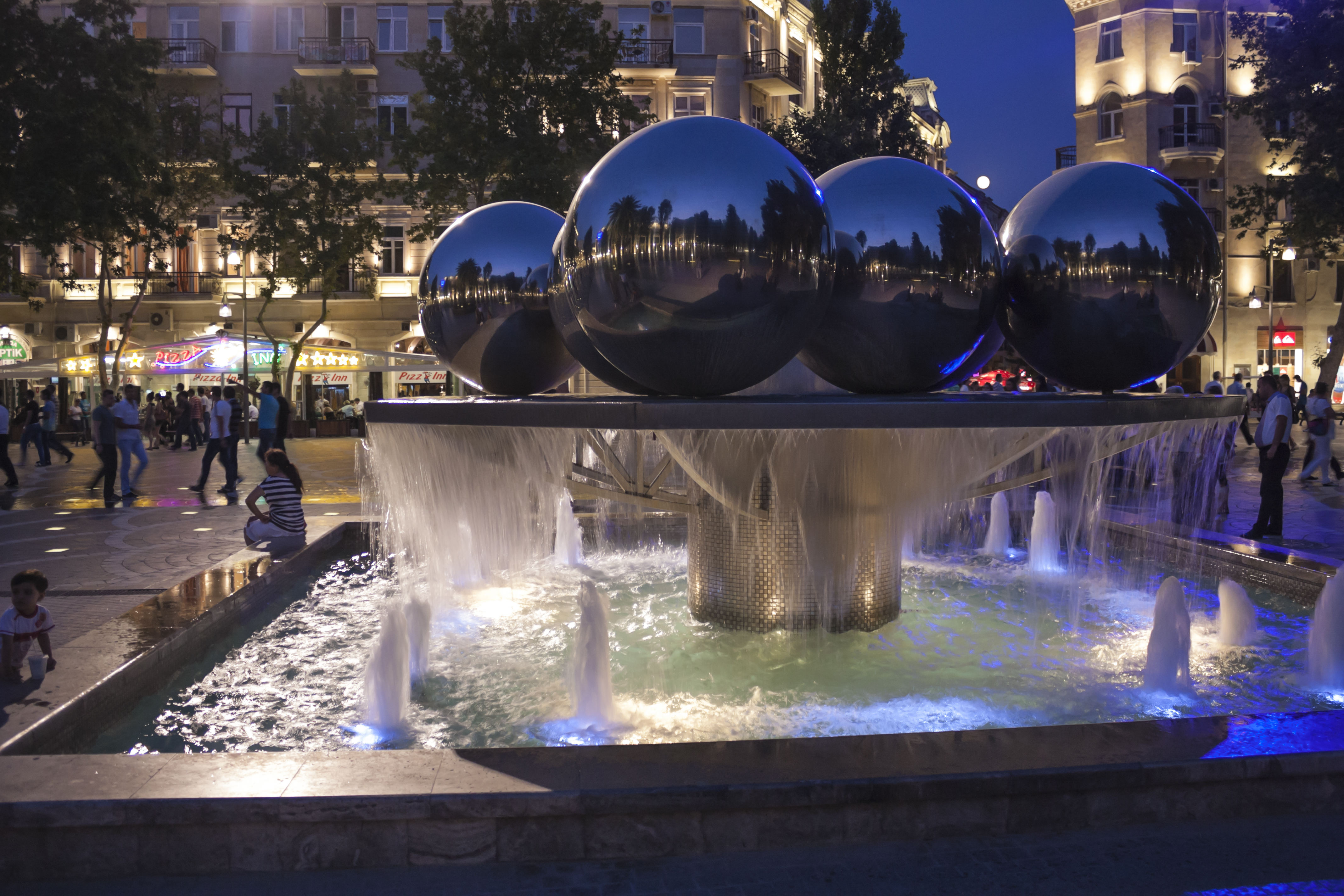
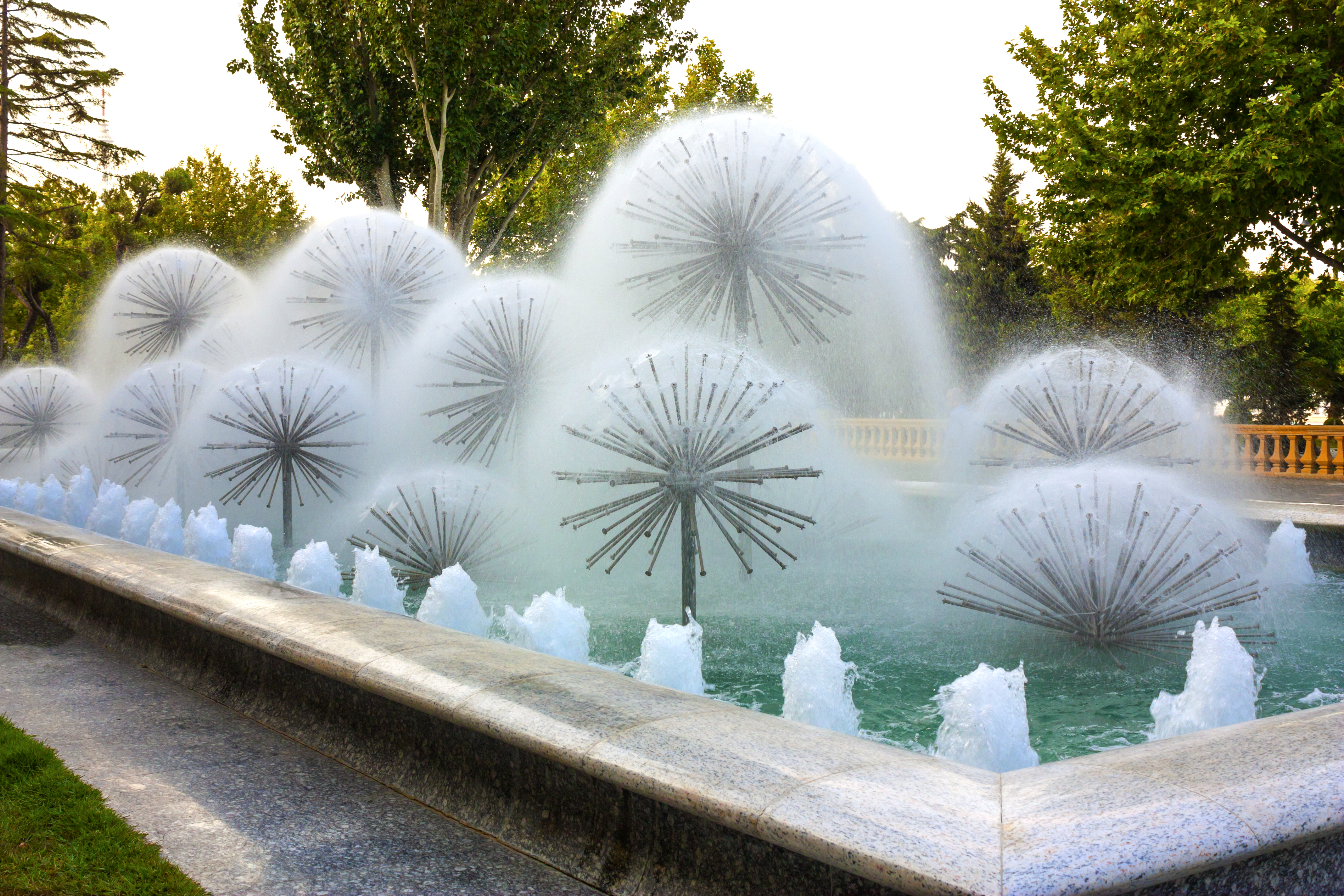